# Лотоцький Микола Логінович
Микола Логінович Лотоцький (17 січня 1888, село Марковичі, Володимир-Волинський повіт, Волинська губернія, Російська імперія — †?) — підполковник Армії УНР.

## Біографія
Народився в селі Марковичі Володимир-Волинського повіту Волинської губернії.
Останнє військове звання в російській армії — штабс-капітан.
На службі в Дієвій Армії УНР з 1919 року.
У 1920–1922 роках — старшина штабу 16-ї бригади 6-ї Січової дивізії Армії УНР.
Подальша доля невідома.